# Karl Nilsson (författare)
Karl Jacob Nilsson, född 19 juli 1844 i Sturkö socken, Blekinge län, död 14 november 1926 i Lösens församling, Blekinge län, var en svensk folkskollärare, författare, tecknare och målare. Han var far till skådespelaren Ivar Nilsson.
Nilsson avlade organist- och kantorsexamen i Lund 1866 och folkskollärarexamen i Växjö 1871. Därefter tjänstgjorde han som folkskollärare i Lösen från 1871 fram till pensionen 1905.
Vid sidan av lärarsysslan skrev han böcker på bygdemål som han själv illustrerade. Han lämnade även bidrag till landsmålsforskningen, särskilt genom en samling Ord och talesätt från sydöstra Blekinge strandbygd och skärgård (1900). Han är representerad i Sturkö kyrka med porträtt av tidigare komministrar samt med en oljemålning av Sturkö gamla kyrka.